# Londons kongelige parker
De kongelige parker i London er landområder som oprindelig var ejet af monarkiet i England eller Storbritannien for kongefamiliens adspredelse. Med den øgede urbanisering i London blev nogle af disse parker bevaret som frit tilgængelige, offentlige grøntområder. Der findes over 100 parker i London, men kun 8 kongelige parker. Der er i dag otte af disse parker:
- Bushy Park
- Green Park
- Greenwich Park
- Hyde Park
- Kensington Gardens
- Regent's Park
- Richmond Park
- St. James' Park

Parkene forvaltes af Royal Parks Agency og patruljeres af Royal Parks Constabulary.